# Islas Chesterfield
Las Islas Chesterfield (en francés: Îles Chesterfield) son un archipiélago de Nueva Caledonia, situado en el mar de Coral a unos 550 kilómetros al noroeste de Grande Terre. Las Chesterfield se componen de varios islotes y arrecifes de afloramiento.
Las Islas forman una estructura 120 km de largo y 70 km de ancho, incluye 11 islotes y muchos arrecifes. La superficie de las islas es menos de 10 km².
El arrecife de coral de Bellona, a 60 km al sureste de Chesterfied está geológicamente separarado del archipiélago de Chesterfield, pero se incluye comúnmente como parte del mismo grupo de islas.
Los arrecifes de Chesterfield, son los más importantes de una serie de cayos deshabitados de arena de coral, algunos todavía inundados y susceptibles a cambios con el viento y otros estabilizados por el crecimiento del césped, enredaderas y árboles bajos, acostado en una serie de arrecifes que incluye los arrecifes de Chesterfield y se extiende por las coordenadas 19 ˚ a 22 ˚ S entre 158-160 ˚ E en el sur del mar del Coral a mitad de camino entre Australia y Nueva Caledonia. Los arrecifes de Chesterfield son ahora parte del territorio de Nueva Caledonia, mientras que las islas más al oeste son ahora parte del australiano Territorio del Mar del Coral.
La laguna de Chesterfield que se encuentra entre los 19 ˚ 00 'y 20 ˚ 30' de latitud sur y 158 ˚ 10 'de longitud y 159 ˚ este cubre un área de cerca de aproximadamente 3.500 km². Esta laguna está rodeada por un arrecife barrera interrumpida por pasajes, excepto en su lado oriental, donde está abierto por más de 20 millas náuticas (37 km). La mayor parte de la laguna está expuesta a los vientos alisios y al oleaje oceánico del sureste. La laguna es relativamente profunda con una profundidad media de 51 m. La profundidad aumenta de sur a norte, donde se alcanzan las máximas mediciones.
El complejo Chesterfield consta de El arrecife Bellona al sur (Sur, Medio y el arrecife Bellona Noroeste) y el complejo del arrecife Brampton, estos incluyen generalmente las siguientes islas y arrecifes
Arrecifes Bellona
- Punto Occidental 21°52′S 159°25′E / -21.867, 159.417,
- Arrecife Olry 21°26′S 159°34′E / -21.433, 159.567,
- Arrecifes Bellona del Medio  21°25′S 158°25′E / -21.417, 158.417,
- Observatory Cay 21°24′S 158°51′E / -21.400, 158.850,
- Arrecife Booby  21°01′S 158°34′E / -21.017, 158.567,
- Arrecife Bellona noroccidental 20°52′S 158°28′E / -20.867, 158.467,
- Banco Noel 20°32′S 158°34′E / -20.533, 158.567,

Bajo Minerva
- Bajo Minerva20°55′S 159°22′E / -20.917, 159.367,

Chesterfield Reefs
- Elbow Sur o Loop Islet19°59′S 158°28′E / -19.983, 158.467,
- Isletas Anchorage  19°54′S 158°28′E / -19.900, 158.467,
- Isleta Passage  (Isleta Bennett )19°55′S 158°22′E / -19.917, 158.367,
- Isleta Veys 19°54′S 158°21′E / -19.900, 158.350,
- Isla larga 19°53′S 158°19′E / -19.883, 158.317,

Las Islas Avón
- Islas Avón (Punto noroeste) 19°32′S 158°15′E / -19.533, 158.250,
- Islas Avón Sur

Bampton 
- Arrecife Bampton
- Isla Bampton 19°07′S 158°36′E / -19.117, 158.600,
- Arrecife Bampton norte 19°03′S 158°43′E / -19.050, 158.717,
- Arrecife Bampton noreste 19°06′S 159°03′E / -19.100, 159.050,
- Isla Renard  19°14′S 158°58′E / -19.233, 158.967,
- Cayo Skeleton 19°27′S 158°57′E / -19.450, 158.950